# Union sportive Morlaàs rugby
 (décembre 2019).
Si vous disposez d'ouvrages ou d'articles de référence ou si vous connaissez des sites web de qualité traitant du thème abordé ici, merci de compléter l'article en donnant les références utiles à sa vérifiabilité et en les liant à la section « Notes et références ».
Maillots
Actualités
L'Union sportive Morlaàs rugby est un club français de rugby à XV situé à Morlaàs (Pyrénées-Atlantiques).
Il évolue lors de la saison 2021-2022 en Fédérale 2.

## Histoire
L'Union morlanaise sportive et patriotique fut créée en 1911. Elle avait pour but d'organiser les activités sportives, mais aussi la préparation militaire.
C'est en 1932 que la section rugby voit le jour et que naît l'Union sportive morlanaise rugby. Les premières tribunes seront construites en 1962. D'autres, plus modernes et plus spacieuses verront le jour en 1975. Cette même année, l'équipe première accède à la deuxième division.
L'équipe fanion se hissera en première division (groupe B) en 1997.
À l’issue de la saison 2006-2007, l'US Morlaàs termine en tête de sa poule de Fédérale 2 et obtient le droit de jouer en Fédérale 1 (soit la troisième division nationale) pour la saison 2007-2008. Le club avait déjà accédé à ce niveau en 1994-1995 et 2003-2004 pour redescendre après une seule saison.
Avec pour objectif le maintien en Fédérale 1 lors de la saison 2007-2008, le club a recruté intelligemment en signant trois anciens professionnels de Top 14 et de Pro D2 : Sébastien Bria, Guillaume Chasseriau et Jean-Marc Souverbie. En s'appuyant également sur des jeunes pousses du club et quelques bons joueurs des clubs alentour, Morlaàs souhaite pérenniser son statut d'équipe de Fédérale 1, pour la première fois de son histoire.

## Palmarès
- Challenge de l'Essor[1] :
  - Vainqueur : 2003
  - Finaliste : 2006

## Personnalités du club

### Joueurs célèbres
- Sébastien Bria
- Guillaume Chasseriau
- Jean-Marc Souverbie
- Arthur Iturria
- Julien Jacquot
- Sébastien Laulhé
- Romain Chabat
- Thibault Debaes

### Entraîneurs
- Michel Crauste